# Proteoglicano
Il proteoglicano è una macromolecola composta da un asse proteico (chiamato anche comar) a cui sono unite covalentemente lunghe catene di disaccaridi o glicosamminoglicani (GAG).
Il punto di attacco dei GAG al nucleo proteico si ha mediante un residuo di serina e un ponte tetrasaccaridico. La serina si trova in genere compresa nella sequenza -OOC----Gly-X-Gly-Ser----NH3+ dove X rappresenta un amminoacido qualunque.
I proteoglicani possono trovarsi secreti nella matrice extracellulare oppure inseriti nella membrana plasmatica come proteine integrali. In questi casi ad esempio, i GAG legati covalentemente al dominio ammino-terminale del nucleo proteico sul lato extracellulare della membrana possono interagire con ligandi extracellulari e modularne l'interazione con i recettori specifici presenti sulla membrana.
I proteoglicani presenti nella matrice si associano non covalentemente e in gran numero a una singola molecola di acido ialuronico. Intercalate a questi enormi aggregati proteoglicanici con lo ialuronato nella matrice si trovano proteine fibrose come collagene, fibronectina ed elastina che formano una rete complessa in grado di conferire resistenza meccanica alla matrice stessa.